# Thymelaea salsa
Thymelaea salsa är en tibastväxtart som beskrevs av Svante Samuel Murbeck. Thymelaea salsa ingår i släktet sparvörter, och familjen tibastväxter. Inga underarter finns listade i Catalogue of Life.